# Andrew Maynard
Andrew Maynard est un boxeur américain né le 8 avril 1964 à Laurel, Maryland.

## Carrière
Médaillé de bronze aux Jeux panaméricains d'Indianapolis en 1987 dans la catégorie mi lourds et champion des États-Unis amateur en 1987 et 1988, il devient champion olympique aux Jeux de Séoul en 1988 toujours en mi-lourds. Maynard passe professionnel l'année suivante et remporte aux points le titre de champion d'Amérique du Nord NABF des mi-lourds le 1er avril 1990 aux dépens de Mike Sedillo, titre qu'il cède deux ans plus tard face à Frank Tate. Il perd également un combat de championnat du monde WBC des lourd légers contre le Français Anaclet Wamba puis enchaine les déconvenues jusqu'à la fin de sa carrière en 2000.

## Parcours auxJeux olympiques
Jeux olympiques d'été de 1988 à Séoul (poids mi-lourds) :
- Bat Mikaele Masoe (Samoa) par arrêt de l'arbitre au 2e round
- Bat Lajos Eros (Hongrie) aux points 5 à 0
- Bat Henryk Petrich (Pologne) par arrêt de l'arbitre au 3e round
- Bat Nurmagomed Shanavazov (URSS) aux points 5 à 0